# Kong (série télévisée d'animation)
Pour les articles homonymes, voir Kong.
Kong (Kong: The Animated Series) est une série télévisée d'animation franco-américaine en 40 épisodes de 26 minutes, créée d'après le film King Kong et diffusée entre le 9 septembre 2000 et le 26 mars 2001 sur Fox Kids.
En France, la série a été diffusée à partir du 2 mai 2001 sur M6 dans l'émission M6 Kid.

## Synopsis
Kong, série éponyme, raconte les aventures du plus grand primate jamais inventé au cinéma.
Kong fut cloné fusionnellement de l'ADN du premier Kong (celui décédé à New York) et d'un petit garçon nommé Jason Jenkins, par le docteur Laura Jenkins, scientifique renommée dans son milieu. Bien que le but de cette expérimentation génétique nous reste encore aujourd'hui méconnue, il n'en reste pas moins que l'expérience de clonage fut un réel succès. Mais lorsqu'un mystérieux personnage tente d'obtenir d'elle l'emplacement d'une mystérieuse île où seraient dissimulées une série de pierres sacrées, le docteur Jenkins se voit contrainte de dissimuler le primate aux yeux du monde.

## Personnages

### Personnages principaux
Jason Jenkins : Élevé par sa grand-mère, Laura Jenkins, Jason n'a semble-t-il pas connu ses parents. Sa rupture d'avec celui qu'il considère lui-même comme son « petit frère », alors qu'il n'était encore qu'un enfant, l'aura profondément affecté. Suivant l'enseignement du professeur De La Porta qui semble s'intéresser à son parcours depuis de nombreuses années, c'est à l'université qu'il rencontre son meilleur ami, Eric Tannenbaum. Ensemble, les deux jeunes se montreront particulièrement dévolus à la discipline du karaté, allant jusqu'à s'imposer des défis afin de concevoir qui des deux est le plus fort.
Charismatique et confiant en ses capacités, Jason Jenkins est la figure emblématique du héros profondément attaché à ses amis et conscient des lourdes responsabilités pesant sur ses épaules.
Eric « Tan » Tannenbaum : Bien qu'il reste le personnage ayant le moins d'intérêt à cette aventure, Tan est un jeune homme dévoué à la cause de ses amis. Tout comme son ami Jason, il pratique abondamment le karaté, ce qui lui vaudra de posséder une musculature des plus impressionnantes. 
Bien que Tan ne possède que peu de familiarité avec Kong, celui-ci ne cesse d'admirer secrètement le primate.
Lua : Gardienne de l'île de Kong et des pierres sacrées, Lua est une jeune chamane aux pieds-nus.
Professeur Laura Jenkins : grand-mère de Jason Jenkins
Ramon de la Porta : l'antagoniste de l'histoire, qui cherche les pierres sacrées.

## Voix françaises
- David Lesser : Jason Jenkins
- Pierre Dourlens : Ramon De La Porta
- Christophe Lemoine : Eric « Tan » Tannenbaum
- Laura Préjean : Lua
- Denise Roland : Dr Jenkins
- Emmanuel Curtil : Rôles secondaires

Adaptation française Olivier Jankovic.

## Épisodes
1. Le Retour [1/3] (The Return [1/3])
2. Le Retour [2/3] (The Return [2/3])
3. Le Retour [3/3] (The Return [3/3])
4. Le réveil des Ténèbres (Dark Force Rising)
5. L'Empreinte du Mal (The Giant Claw Robberies)
6. Le Feu du Dragon (Dragon Fire)
7. Chasseurs et Proies (Mistress of the Game)
8. Renaissance (Reborn)
9. La Pierre de l'Infini (The Infinity Stone)
10. La nuit du Griffon (Night of the Talons)
11. Hollywood (Howling Jack)
12. Venin (Hidden Fears)
13. La Cité endormie (The Sleeping City)
14. Le Toit du Monde (Top of the World)
15. Le Maître des Âmes (Master of Souls)
16. Billy (Billy)
17. La colère d'Enlil (Enlil's Wrath)
18. Été indien (Indian Summer)
19. Bienvenue chez Ramone (Welcome to Ramon's)
20. Prisonier (DNA Land)
21. La Malédiction du Grand Dragon (Curse of the Great Dragon)
22. L'Étoile bleue (Blue Star)
23. L'Épreuve (The Renewal)
24. L'Enfant sauvage (Chiros Child)
25. Les Aquanautes (The Aquanauts)
26. La Pierre du Grand Maharadjah (The Cobra God)
27. Windigo (Windigo)
28. Mélodie dangereuse (Dangerous Melody)
29. L'Enfer vert (Green Fear)
30. Le Crépuscule des Dieux (Twilight of the Gods)
31. Faux coupable (Framed)
32. La Menace invisible (The Invisible Threat)
33. La Machine de Sir James (Sir James Alex's Legacy)
34. Chants sacrés (Sacred Songs)
35. Quetzalcoatl (Quetzalcoatl)
36. La Pierre du Temps [1/2] (Return to Redwoods)
37. La Pierre du Temps [2/2]  (The Thirteenth Stone)
38. Entretien avec un macaque (Interview with a Monkey)
39. Apocalypse [1/2] (Lies)
40. Apocalypse [2/2] (Apocalypse)

## Kong The Animated Series - Roi De L'Atlantide
Comme annoncé dans une vieille prophétie, l'ancienne civilisation de l'Atlantide réapparaît alors qu'elle était enfouie sous la mer et sa reine maléfique Reptila veut que King Kong règne avec elle et devienne, King Kong le roi de l'Atlantide...

## Erreurs
- Il y a eu une erreur continue concernant les Pierres Sacrées volées par Ramone : Dans l'épisode 3, Jason dit que Ramone a réussi à voler 9 pierres mais dans l'épisode 6, on voit brièvement qu'il en possède 10 avant que neuf soient à nouveau montrées dans le même épisode. Jason, Tan et Lua parviendront à en récupérer 4. Dans l'épisode 19, on voit qu'il lui en reste 6 ou 7. Jason et ses amis en récupéreront 5 dans le reste de la série. Dans l'épisode 39, Ramone clame qu'il ne lui reste plus de Pierres Sacrées alors qu'à chaque fois il a récupéré les Pierres de l'Immortalité et des Âmes, ce qui signifie que Jason, Tan et Lua les ont récupérées hors de l'écran.
- De plus les Pierres de l'Immortalité et des Âmes sont les seules Pierres qui n'ont jamais été récupérées à l'écran.
- Au début de l'épisode 40, Lua se réveille après avoir été endormie par Ramone, alors que dans l'épisode précédent, elle avait été endormie et s'était réveillée peu après.